# 谢尔盖·库巴索夫
谢尔盖·库巴索夫（俄语：Кубасов, Сергей Иевлев，?—?）是俄羅斯沙皇國時期（17世紀）的一位抄写员，也是一部歷史著作的作者。他的作品分為三部分，其中第二部分涉及伊凡四世統治之前的俄羅斯沙皇國歷史，第三部分涉及伊凡四世以及俄罗斯混乱时期的歷史。瓦西里·奥西波维奇·克柳切夫斯基認為库巴索夫的著作的實際作者不是他本人，而是伊凡·米哈伊洛维奇·卡捷列夫-罗斯托夫斯基。